# Ultrakortvåg
Denna artikel behandlar radiofrekvensbandet UKV. För andra betydelser, se Stiftelsen Unga Kvinnors Värn (UKV)

Ultrakortvåg (UKV) används vid radiosändningar med frekvenser över 30 MHz, det vill säga med våglängder kortare än 10 meter.  Nuförtiden delas detta område oftast in i olika band som VHF, UHF, SHF och EHF. Även mikrovågorna ligger inom detta område. I vissa sammanhang avser ultrakortvåg bara VHF-bandet och ibland till och med bara rundradiobandet på 87,5–108 MHz (ursprungligen enbart 87,5-100 MHz).
När P2 lanserades 1955 sändes programmet på UKV, som till skillnad från tidigare använda våglängdsband använde frekvensmodulering (FM) i stället för amplitudmodulering (AM). På radioapparater från 1950-talet kallas knappen med bandet 87,5-100 MHz för UKV (eller UKW om apparaten tillverkats i Tyskland). Från och med 1960-talet blir i stället FM det vanliga namnet på denna knapp.